# Schwenkrotor
Mit Schwenkrotor werden Propeller-Antriebe bezeichnet, bei denen die Achse des Propellers längs oder quer geschwenkt werden kann, um die Richtung der ausgeübten Zug- oder Druckkraft zu verändern. Schwenkrotoren oder -propeller werden vor allem bei Luft- und Wasserfahrzeugen verwendet.
Bei Luftfahrzeugen ermöglichen sie in vertikaler Stellung einen Start wie bei einem Hubschrauber. Allerdings spricht man in diesem Fall meist von einem Kipprotor, da die Schwenkbewegung um die Querachse des Flugzeugs stattfindet.
Auch Luftschiffe verwenden häufig schwenkbare Luftschrauben um die Manövrierbarkeit zu erhöhen: USS Akron, Zeppelin NT, Skyship.
Bei Wasserfahrzeugen dienen Schwenkpropeller vornehmlich zur Steigerung der Manövrierfähigkeit bei beengten Raumverhältnissen, vor allem bei Hafenschleppern mit dem Schottelantrieb.